# Емілія Юліана Барбі-Мюлінгенська
Емілія Юліана Барбі-Мюлінгенська (нім. Aemilie Juliane von Barby und Mühlingen, 19 серпня 1637 — 3 грудня 1706) — графиня Барбі-Мюлінгенська з роду Арнштайнів, донька графа Барбі-Мюлінгену Альбрехта Фрідріха та графині Дельменгорстської Софії Урсули, дружина графа (від 1697 року — князя) Шварцбург-Рудольштадту Альберта Антона.
Поетеса, авторка церковних гімнів. Їй приписують близько 600 гімнів, що робить її найпродуктивнішою німкенею-авторкою гімнів.

## Біографія

### Дитинство та юність
Народилась 19 серпня 1637 року у замку Гайдексбург в Рудольштадті. Була третьою дитиною та третьою донькою в родині графа Барбі-Мюлінгену Альбрехта Фрідріха та його дружини Софії Урсули Дельменгорстської, які укривалися в Рудольштадті від лихоліть Тридцятирічної війни. Хрещеною матір'ю немовляти стала тітка з материнського боку, Емілія Дельменгорстська, яка за півроку одружилася з графом Шварцбургу-Рудольштадту. Новонароджена мала старших сестер Крістіну Єлизавету та Юстіну Софію, згодом з'явилась молодша — Антонія Сибілла та брат Август Людвіг.
У 4-річному віці втратила обох батьків. Діти надалі виховувалися у різних родинах. Емілією Юліаною опікувалася тітка Емілія. У 1646 році та стала регенткою Шварцбургу-Рудольштадту.
Емілія Юліана виховувалася разом із кузенами у дусі церковного благочестя. Наставником дітей був вчений-правознавець Агасфер Фрітч. Дівчина отримала добру освіту у галузі релігії, риторики, латини, історії та інших наук. У 14-річному віці вже писала вірші німецькою та латинською мовами. Пізніше в листі закликала молодших прийомних сестер старанно вчитися, аби спростувати упередження про те, що «жінки аж ніяк не вміють вчитися».
Прийомні батьки подали приклад у вірі, твердо притримуючись лютеранства; вели християнське життя у повсякденні та займалася активною благодійністю, для чого у військовий та повоєнний час було багато можливостей. Емілія Юліана зростала кмітливою та серйозною дівчиною.

### Шлюбне життя

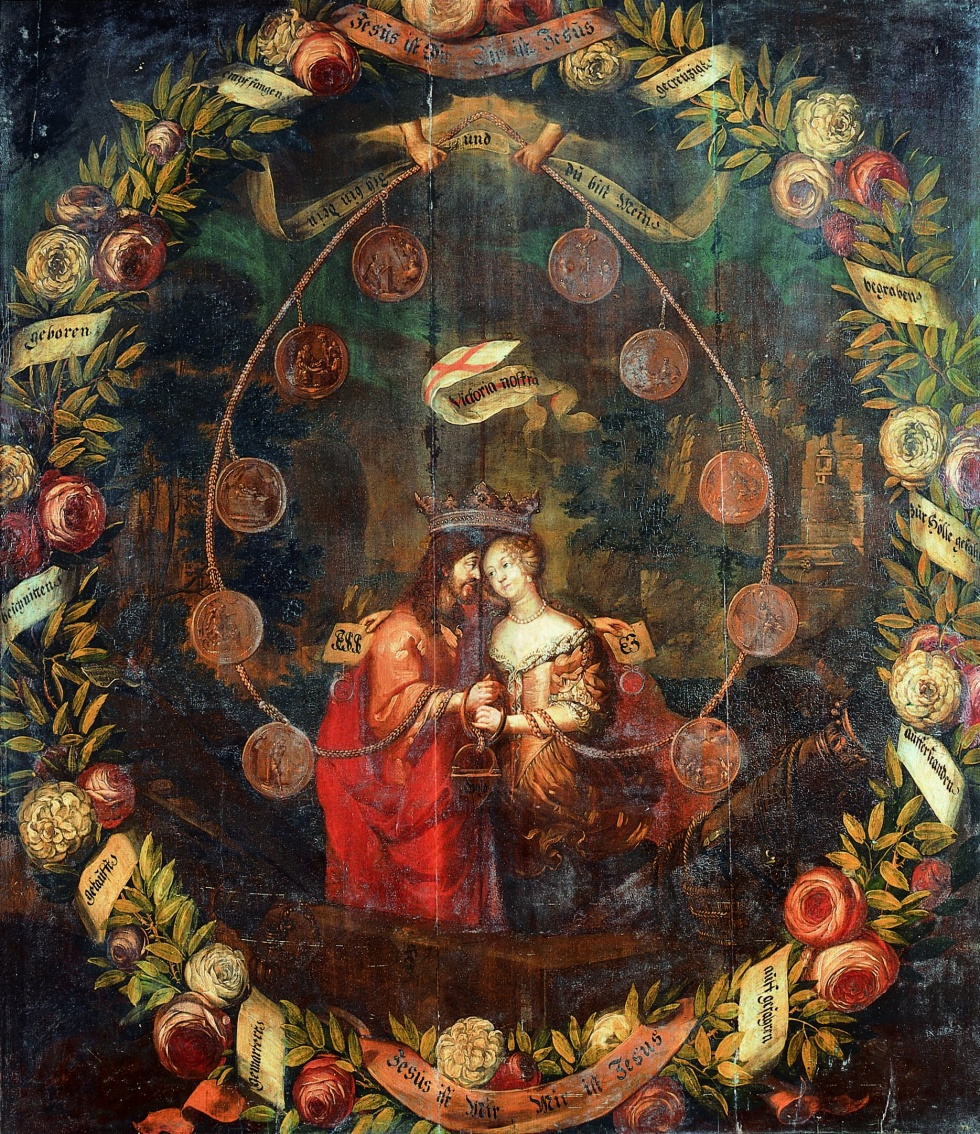
Емілія Юліана як наречена Ісуса, картина Зайфрида Ламмерса, Гайдексбург

У віці 27 років стала дружиною свого 23-річного кузена, правлячого графа Шварцбургу-Рудольштадту Альберта Антона. Вінчання пройшло 7 липня 1665 у Великому залі Гайдексбургу. Були присутніми численні правлячі особи. Шлюб виявився щасливим і гармонійним, особливо після народження сина. Всього у подружжя народилося двоє дітей
Альберт Антон намагався пожвавити економіку країни, у тому числі, через продаж деревини. Одним із улюблених занять графа було полювання, що стало джерелом страху для його дружини, яка палко молила Бога захистити її чоловіка під час подорожей чи полювання. Мисливські будинки Паулінцелла та Шварцбург слугували другорядними резиденціями. Головною залишався замок Гайдексбург. Емілія Юліана, ставши «матір'ю країни», окрім іншого, вела господарство замку та маєтків. Згідно складеного нею списку, мала персоналу 152 особи. Підтримувала бідних, жертвуючи їм не лише їжу та милостиню, а й ліки. Була популярною і шанованою народом. Її рукописна кулінарна та господарська книга починалася з передмови: «Оскільки всі речі керуються благословенням Божим, якщо тільки вони розпочаті в ім'я Його, тому всьому у домашньому господарстві має передувати молитва...»
У 1672 році пережила смерть трьох кузин від кору. Особливо близькою за життя графиня була з середньою, Людмилою Єлизаветою, яка також складала релігійні гімни. Після тридцяти років Емілія Юліана почала нездужати, часто не можучи ані сидіти за столом, ані брати участь у святкуваннях. Втіху знаходила у зверненні до Бога.
Написала велику кількість віршів та пісень, збереглося понад 600 її творів. На додаток до гімнів на кожен день тижня і на літургійний рік, написала поему про багато речей повсякденного життя, постійно наголошуючи, що Бог створив усе та всім керує. Пісні свідчать про глибоку любов до Спасителя. За життя графині вийшло кілька зіброк її творів, хоча спочатку вони призначалися для особистого використання.

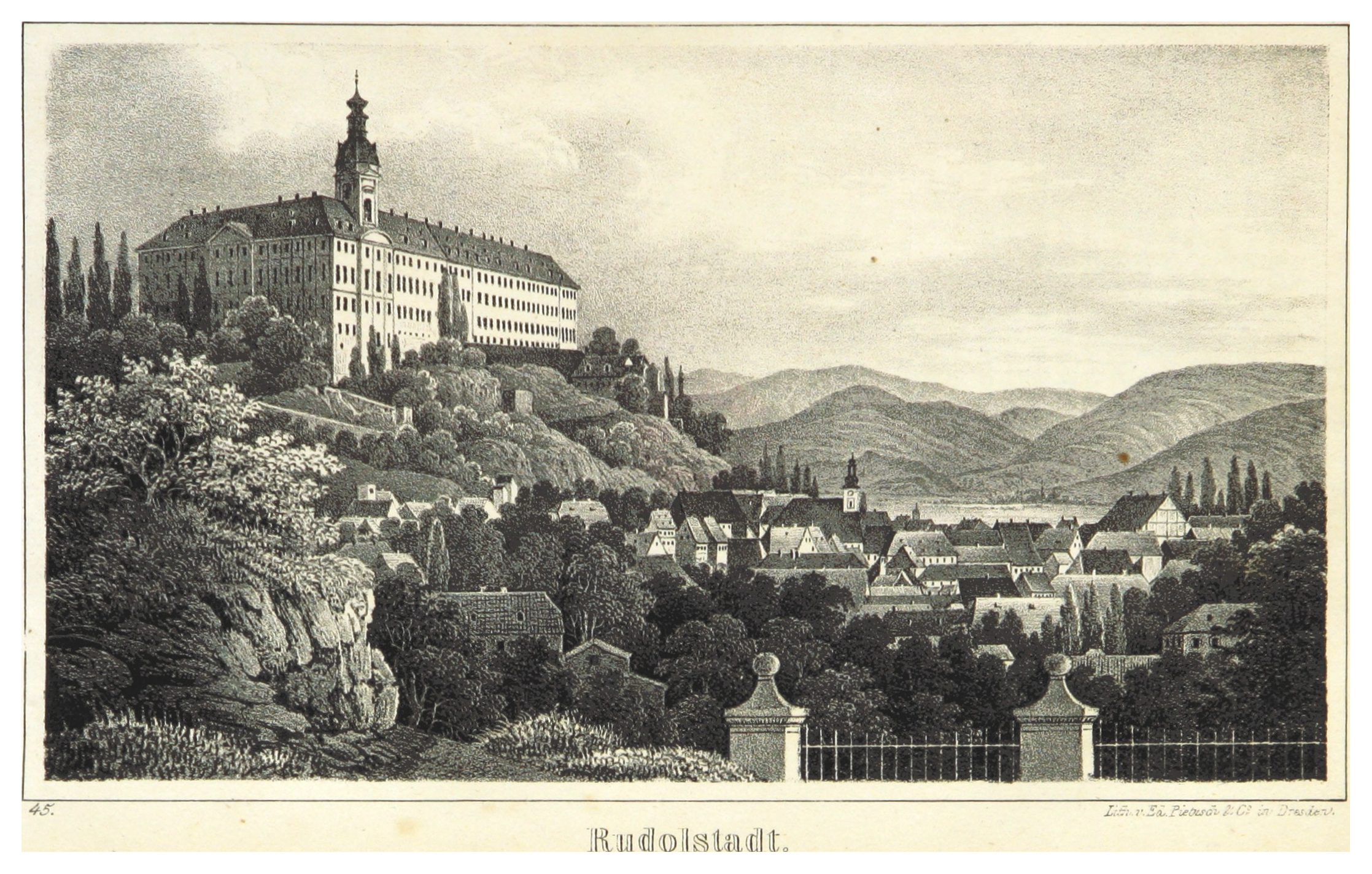
Замок Гайдексбург

Сучасна книга євангельських гімнів містить написані нею пісню «Бог привів мене сюди» та вірш «Хто знає, наскільки близький мій кінець» (1686 року). Даний твір Йоганн Себастьян Бах включив у три свої кантати (BWV 27, BWV 84 та BWV 166).
Графиня сильно переживала спокутну смерть Ісуса Христа і до кінця життя щоп'ятниці у годину смерті Ісуса проводила молебень. У її надгробних проповідях підкреслювалася особлива благодать, що випала на долю жінки, бо вона сама залишила життя у п'ятницю у годину смерті Ісуса. Померла Емілія Юліана у Рудольштадті 3 грудня 1706 року, після того як сповідалася і востаннє прийняла Святе Причастя. Поховання відбулося 30 грудня 1706 року у міській церкві святого Андреаса у Рудольштадті.
Її чоловік згадував, що протягом 42-річного шлюбу вони не мали суперечок, а Емілія Юліана довела, що є вірним товаришем, який із задоволенням допоможе перенести всі тягарі та печалі. Чотири роки потому Альберт Антон був похований в тому ж саркофазі, що і дружина. Даний подвійний саркофаг досі перебуває у склепі у підвалі вежі міської церкви.

## Твори
- Geistliche Lieder. Rudolstadt 1683
- Geistliches Weiber-Aqua-Vit, Das ist, Christliche Lieder und Gebete, Vor, bey und nach Erlangung Göttlichen Ehe-Segens, Wie auch Bey andern darbey sich begebenden Fällen zu gebrauchen: Aus Landes-Mütterlichen Hertzen, Mund und Hand Ihren Landes-Kindern zu erwünschter, kräftiger Erbauung aus Gottes H. Wort zubereitet und mit getheilet. Rudolstadt: Fleischer, 1683.
- Tägliches Morgen-, Mittags- und Abendopfer. Rudolstadt 1685.
- Allerley Specerey Zum süssen Geruch Für dem Herrn, Das ist: Geistliche Reim-Gebet- und Seufftzerlein: Für all und jede Personen, auf allerhand im gemeinen Leben fürfallende Begebenheiten gerichtet. Rudolstadt: Urban, 1714
- Kühlwasser In grosser Hitze des Creutzes und der Trübsal, Oder Christliche Creutz-Lieder, Gebet und Sprüche. Rudolstadt 1685, 2. Aufl. 1714
- Der Freundin des Lammes Geistlicher Braut-Schmuck Zu Christlicher Vorbereitung Auf die Hochzeit des Lam[m]es: In Lieder, Gebete und Seuffzer abgefasset und mitgetheilet; Mit einem Vorbericht, In welchem von dem Liede: Wer weiß, wie nahe mir mein Ende: Nöthige Erinnerung geschiehet. Leipzig: Gollner, 1714
- Der Freundin des Lammes geistlicher Braut-Schmuck: welcher von derselben zu christlicher Vorbereitung auf die Hochzeit des Lammes, in Lieder, Gebete und Seuffzer verfasset, und im Jahr 1714. zum erstenmahl zum Drucke übergeben, auf Verlangen aber … vermehret und in Ordnung gebracht worden. Rudolstadt: Löwe, 1742
- Der Freundin des Lammes … Theil 1, Benebst einem Vorbericht, in welchem von dem Liede: Wer weiß wie nahe mir mein Ende &c. nöthige Erinnerung geschiehet. 1742
- Der Freundin des Lammes … Theil 2, Der Freundin des Lammes täglicher Umgang mit Gott. 1742
- Beicht- und Abendmahlsbüchlein: Aus den Buss- und Comunion-Andachten. Berlin: W. Schultze, 1870
- Allerhand poetische Gedancken. 1702–06

## Родина
Чоловік —  Альберт Антон
Діти:

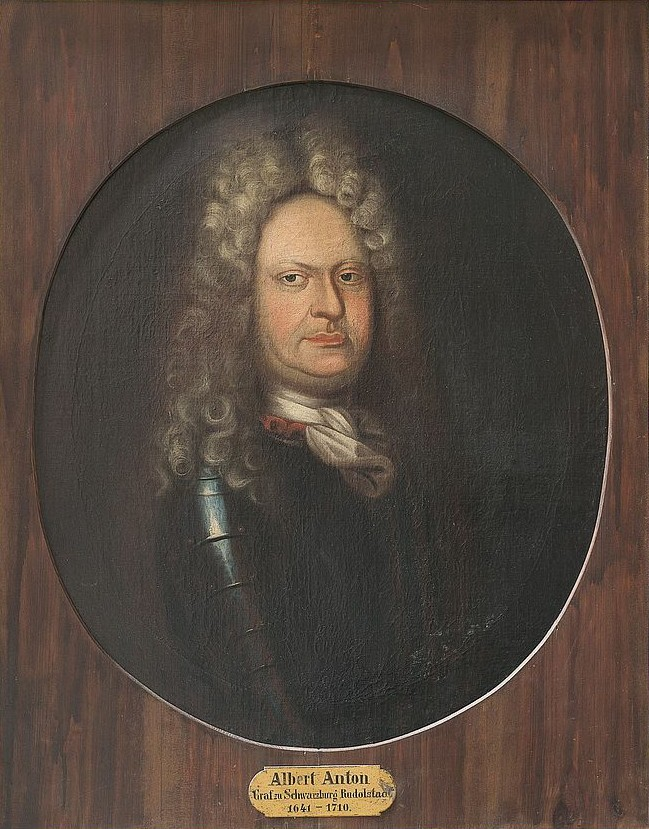
Портрет Альберта Антона пензля невідомого майстра, Гайдексбург

- Людвіг Фрідріх (1667—1718) — князь Шварцбургу-Рудольштадту у 1706—1718 роках, був одруженим із принцесою Саксен-Гота-Альтенбурзькою Анною Софією, мав тринадцятеро дітей.
- Альбертіна Антонія (15—17 вересня 1668) — прожила 2 дні.